# Asfalt
Asfalt (грч. ásphaltos — bez padanja) takođe poznat kao bitumen je lepljiva, crna i visoko viskozna tečnost ili polu-tečnost koja se javlja uz brojna ležišta nafte i drugih minerala. Može se naći u prirodnim ležištima ili može biti rafiniran proizvod, a klasifikuje se kao katran. Pre 20. veka korišćen je i termin asfaltum. Reč je izvedena iz starogrčkog ἄσφαλτος ásphaltos. Katransko jezero je najveće prirodno ležište asfalta na svetu, a procenjuje se da sadrži 10 miliona tona. Nalazi se u La Brei, na jugozapadu Trinidada, u okviru Regionalne korporacije Siparija.
U prošlosti se koristio za popravljanje rupa na brodovima i sprečavanje prodora vode u iste. Danas se najviše koristi za pravljenje puteva i drugih saobraćajnica. Shodno različitom sastavu moguće je proizvesti različite tipove asfalta (prema tvrdoći, viskoznosti, kvalitetu i dr). Ostale glavne upotrebe su proizvodi za bitumensku hidroizolaciju, uključujući proizvodnju krovnog filca i za brtvljenje ravnih krovova.
U nauci o materijalima i inženjerstvu, termini „asfalt”" i „bitumen” često se naizmenično koriste pri čemu oba označavaju prirodne i proizvedene oblike ove supstance, mada postoji regionalna varijacija u pogledu toga koji je termin najčešći. U celom svetu geolozi imaju tendenciju da favoriziraju termin „bitumen” za prirodni materijal. Za proizvedeni materijal, koji je rafinirani ostatak iz procesa destilacije odabranih sirovih ulja, „bitumen” je preovlađujući pojam u većem delu sveta; međutim, u američkom engleskom jeziku najčešće se koristi „asfalt”. Da bi se izbegla konfuzija, u SAD se kolokvijalno koristi fraza „tečni asfalt”, „asfaltno vezivo” ili „asfaltni cement“. Kolokvijalno, različiti oblici asfalta se ponekad nazivaju „katran”, kao u nazivu La Brea katranske jame, iako je katran drugačiji materijal.
Asfalt koji se prirodno pojavljuje ponekad se naziva terminom „sirovi bitumen”. Njegova viskoznost je slična onoj kod hladne melase, dok se materijal dobijen frakcionom destilacijom sirove nafte koji ključa na 525 °C (977 °F) ponekad naziva „rafinirani bitumen”. Kanadska provincija Alberta ima većinu svetskih rezervi prirodnog asfalta u naftnim peskovima Atabaske, koji pokrivaju 142.000 km2 (55.000 sq mi), površinu veću od Engleske.
Svojstva asfalta se menjaju sa temperaturom, što znači da postoji određeni opseg gde viskozitet omogućava adekvatno zbijanje obezbeđivanjem podmazivanja između čestica tokom procesa sabijanja. Niska temperatura sprečava pomeranje čestica agregata, a potrebnu gustinu nije moguće postići.

## Terminology

### Etimologija
Reč asfalt dolazi od francuske reči asphalte bazirane na latinskim rečima asphalton, asphaltum, koje su izvedene iz grčkih reči ásphalton, ásphaltos (άσφαλτος). Grčke reči znače: α : "bez" i σφάλλω : "padanje". Prva upotreba asfalta od strane drevnih ljudi bila je u vidu cementa za pričvršćivanje ili spajanje različitih objekata, te se čini verovatnim da je sam naziv proistekao iz ove primene. Konkretno, Herodot je pomenuo da je bitumen donet u Vavilon da bi se izgradio njegov gigantski zid utvrđenja. Iz grčkog, reč je prešla u kasni latinski, a odatle u francuski (asphalte) i engleski („asphaltum” i „asphalt”). Na francuskom, termin asphalte se koristi za prirodne naslage krečnjaka natopljenog asfaltom i za specijalizovane proizvode sa manje šupljina ili većim sadržajem bitumena od „asfaltnog betona” koji se koristi za asfaltiranje puteva.
Reč „bitumen” je iz latinskog, a prešla je preko francuskog u engleski. Latinska reč vodi do protoindoevropskog korena *gʷet- „smola“; pogledajte tu vezu za druge srodnike.

### Moderna terminologija
U britanskom engleskom se pretežno koristi tarmac, što je generički naziv, skraćeno za tar - smola i makadam. Umesto „asfalt” se može koristi „bitumen”. Reč „asfalt“ se umesto toga koristi za označavanje asfaltnog betona, mešavine građevinskog agregata i samog asfalta (koji se u običnom govoru takođe naziva „asfalt“). Bitumen pomešan sa glinom se obično zvao „asphaltum“, ali se taj izraz danas ređe koristi.
U australijskom engleskom, reč „asfalt“ se koristi da opiše mešavinu građevinskog agregata. „Bitumen” se odnosi na tečnost dobijenu od teških ostataka destilacije sirove nafte.
U američkom engleskom, „asphalt” je ekvivalent britanskom „bitumenu”. Međutim, „asfalt” se takođe obično koristi kao skraćeni oblik „asfaltnog betona” (dakle, ekvivalent britanskoj reči „asphalt” ili „tarmac”).
Na kanadskom engleskom, reč „bitumen“ se koristi za označavanje ogromnih kanadskih nalazišta izuzetno teške sirove nafte, dok se „asfalt“ koristi za proizvod rafinerije nafte. Razblaženi bitumen (razblažen benzinom da bi mogao da teče u cevovodima) poznat je kao „dilbit” u kanadskoj naftnoj industriji, dok je bitumen nadograđen na sintetičku sirovu naftu poznat kao „syncrude”, a sinkrud pomešan sa bitumenom se naziva „sinbit”.
„Bitumen“ je i dalje poželjan geološki termin za prirodne naslage čvrstog ili polučvrstog oblika nafte. „Bituminozna stena” je oblik peščara impregniranog bitumenom. Uljni pesak Alberte u Kanadi je sličan materijal.
Nijedan od izraza „asfalt“ ili „bitumen“ ne treba mešati sa katranom ili katranom uglja. Katran je gusti tečni proizvod suve destilacije i pirolize organskih ugljovodonika koji se prvenstveno dobijaja iz vegetacionih masa, bilo fosilizovanih kao sa ugljem, ili sveže prikupljen. Većina bitumena, s druge strane, nastala je prirodnim putem kada su ogromne količine organskih životinjskih materijala deponovane vodom i zakopane stotine metara duboko na dijagenetskoj tački, gde su se neorganizovani molekuli masnog ugljovodonika spajali u duge lance u odsustvu kiseonika. Bitumen se javlja kao čvrsta ili visoko viskozna tečnost. On može čak biti pomešan sa naslagama uglja. Bitumen i ugalj pomoću Bergijusovog procesa mogu se rafinisati u benzine kao što je gasolin, a bitumen se može destilovati u katran, a ne obrnuto.

## Kompozicija

### Normalna kompozicija
Komponente asfalta uključuju četiri glavne klase jedinjenja:
- Naftenske aromatike (naftalen), koje se sastoje od delimično hidrogenizovanih policikličnih aromatičnih jedinjenja
- Polarne aromatike, koje se sastoje od fenola visoke molekularne težine i karboksilnih kiselina proizvedenih delimičnom oksidacijom materijala
- Zasićeni ugljovodonici; procenat zasićenih jedinjenja u asfaltu korelira sa njegovom tačkom omekšavanja
- Asfalteni, koji se sastoje od fenola visoke molekularne težine i heterocikličnih jedinjenja

Naftenski aromatici i polarni aromatici su tipično veći deo komponenti. Većina prirodnih bitumena takođe sadrži organska jedinjenja sumpora, što rezultira ukupnim sadržajem sumpora do 4%. Nikl i vanadijum se nalaze na <10 delova na milion, kao što je tipično za neke nafte.
Supstanca je rastvorljiva u ugljen-disulfidu. Obično se modelira kao koloid, sa asfaltenima kao disperznom fazom i maltenima kao kontinuiranom fazom. „Gotovo je nemoguće razdvojiti i identifikovati sve različite molekule asfalta, jer je broj molekula različite hemijske strukture izuzetno veliki“.

## Literatura
- Barth, Edwin J., Asphalt: Science and Technology Gordon and Breach (1962).  0-677-00040-5.
- Forbes, R. J. (1993) [Reprint of 1964 ed.], Studies in Ancient Technology, Volume 1, The Netherlands: E.J. Brill, ISBN 978-90-04-00621-8
- Lay, Maxwell G. (1992), The Ways of the World: A History of the World's Roads and of the Vehicles That Used Them, Rutgers University Press, ISBN 978-0-8135-2691-1
- Podgorski, D. C. (2013). „Heavy Petroleum Composition. 5. Compositional and Structural Continuum of Petroleum Revealed”. Energy & Fuels. 27 (3): 1268—1276. doi:10.1021/ef301737f.
- McKenna, A. M. (2013). „Heavy Petroleum Composition. 3. Asphaltene Aggregation”. Energy & Fuels. 27 (3): 1246—1256. doi:10.1021/ef3018578.
- Rueda-Velasquez, R. I. (2013). „Characterization of Asphaltene Building Blocks by Cracking under Favorable Hydrogenation Conditions”. Energy & Fuels. 27 (4): 1817—1829. doi:10.1021/ef301521q.
- Yen, T.G.; Erdman, J.G.; Saraceno, A.J. (1962). „Investigation of the nature of free radicals in petroleum asphaltenes and related substances by Electron Spin Resonance”. Analytical Chemistry. 34: 694—700. doi:10.1021/ac60186a034.
- Abdallah, D.; Punnapalla, S.; Kulbrandstad, O.; Godoy, M.; Madem, S.; Babakhani, A.; Lovell, J. (2018). Asphaltene studies in on-shore Abu Dhabi fields, Part IV: Development of a surface sensor. SPE ATCE. SPE-191676. Dallas. doi:10.2118/191676-MS.

## Spoljašnje veze
- Redwood, Boverton (1911). „Asphalt”.  (на језику: енглески). 2 (11 изд.). стр. 768.
- „Bitumen”. New International Encyclopedia. 1905.
- Интернационална карта хемијске безбедности 0612